# Бурхан Буда
Бурхан Буда (на китайски: 博卡雷克塔格山, Bókǎléikè-tǎgé shān; на уйгурски: Бокалыкта́г) е планински хребет в Западен Китай, в провинция Цинхай. Простира се от запад на изток на около 320 km в източна част на планинската система Кунлун и ограничава от югоизток Цайдамската котловина, над която се издига на 2000 m. На запад се свързва с планинския хребет Бокалъктаг, а на югоизток – с хребета Амне Мачин. Максимална височина 5200 m. Някои от върховете му са покрити с вечни снегове и ледници. Северните му склонове стръмно се спускат към Цайдамската котловина, а южните са полегати. Изграден е основно от гранити, сиенити, гнайси, глинести шисти и пясъчници. Прорязан е от многочислени дефилета в това число и от напречната долина на река Номхон Гол. Освен нея на север текат реките Баян Гол и Шишин Гол, губещи се в пясъците и солончаците на Цайдамската котловина. Преобладава храстовата и тревиста растителност на високопланинските пустини. За животинския свят са характерни диви якове, каменни овни, елени и др. По по-ниските части на склоновете му е развито номадско животновъдство.